# Richard C. McMullen
Richard Cann McMullen (2 de janeiro de 1868 — 18 de fevereiro de 1944) foi um político norte-americano que foi governador do estado do Delaware, no período de 1937 a 1941, pelo Partido Democrata.